# Phalaenopsis pulcherrima
Phalaenopsis pulcherrima, или Doritis pulcherrima — трявянистое растение семейства Орхидные.
Эпифиты или литофиты.
Споры относительно систематической принадлежности этого растения роду к монотипному роду Doritis далеки от завершения. Во многих современных литературных источниках это растение называется Doritis pulcherrima.
Вид не имеет устоявшегося русского названия, в русскоязычных источниках обычно используется научное название Phalaenopsis pulcherrima или его синоним Doritis pulcherrima, в некоторых изданиях встречаются названия Доритис красивейший и Доритис красивый. 

Английское название — The Beautiful Doritis (Phalaenopsis).

## Синонимы
По данным Королевских ботанических садов в Кью
- Doritis pulcherrima Lindl., 1833 basionym
- Phalaenopsis esmeralda Rchb.f., 1874
- Phalaenopsis esmeralda var. albiflora Rchb.f., 1877
- Phalaenopsis antennifera Rchb.f., 1879
- Doritis pulcherrima var. caerulea Fowlie, 1969
- Doritis pulcherrima f. alba O.Gruss & Roeth, 1999
- Doritis pulcherrima f. albiflora (Rchb.f.) Roeth & O.Gruss, 1999
- Doritis pulcherrima f. caerulea (Fowlie) O.Gruss & Roeth, 1999
- Phalaenopsis pulcherrima f. alba (O.Gruss & Roeth) Christenson, 2001
- Phalaenopsis pulcherrima f. albiflora (Rchb.f.) 2001
- Phalaenopsis pulcherrima f. caerulea (Fowlie) Christenson, Phalaenopsis: 233 (2001).

## История описания

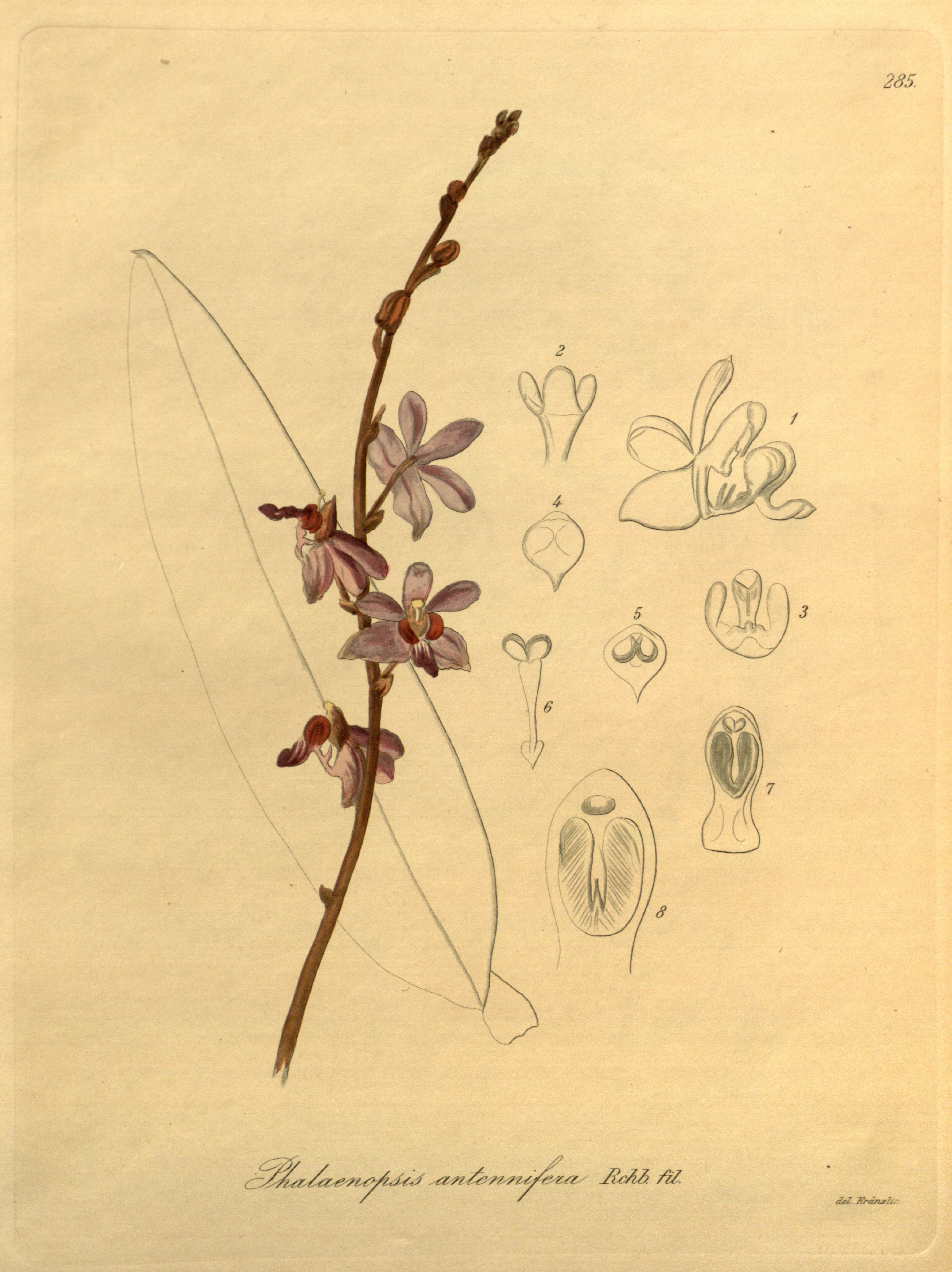
Ботаническая иллюстрация из книги «Xenia Orchidacea — Beiträge zur Kenntniss der Orchideen» Leipzig, Brockhaus, 1858—1900

Orchid Review (1945)

## Биологическое описание
Моноподиальные полиморфные растения средних размеров.
Стебель короткий, скрыт основаниями 4-8 листьев.
Корни жесткие, хорошо развитые.
Листья (4—8) удлинённо-эллиптические, на конце тупоконечные или заостренные, серо-зелёные, кожистые, двурядные, длиной 6—15 см, шириной около 1,5—3 см.
Цветонос прямостоящий, ветвящийся, 20—60 см длиной.
Соцветие многоцветковое, рыхлое, кистевидное или метельчатое, несет до 20 цветков.
Цветки мелкие, вариабельны по окраске, от бледно-розовых до пурпурных и интенсивно-сиреневых. Диаметр цветов от 1,5 до 4,5 см.
Губа трёхлопастная, сидячая или с коротким ноготком. Боковые доли овальные, прямые, средняя овально-эллиптическая, иногда края завёрнуты вовнутрь цветка.
Колонка почти прямая, с узкими лопастями. Поллиниев — 2.
Цветение с сентября по ноябрь. Продолжительность цветения от 3 до 5 месяцев.

## Ареал, экологические особенности
Широко растространенный вид. 
 Китай (Гималаи, Юньнань), Индия (Ассам), Мьянма, Таиланд, Малайзия, Лаос, Камбоджа, Вьетнам, Борнео и Суматра 
 На песчаных почвах в вечнозеленых, равнинных пойменных лесах.

Относится к числу охраняемых видов (II приложение CITES).

## В культуре
В культуре легкий. 
 Тепло- (22-24 °C) и влаголюбивые растения. Цветут в октябре — декабре. Продолжительность цветения 1 соцветия 2—3 недели, всего растения — 5—6 недель.
Освещение — яркий рассеянный свет. Требуют притенения от прямых солнечных лучей.
Относительная влажность воздуха 50-80 %.
Культивируют в горшках, корзинках для эпифитов или на блоках. В качестве субстрата рекомендуется смесь из кусочков коры сосны, битого кирпича и древесного угля (2:1:1). Субстрат должен быть всегда слегка влажным. Переизбыток воды вызывает бактериальные и грибковые заболевания.
В январе — феврале слабо выраженный период покоя. В это время растения не удобряют, в остальное время подкармливают ежедекадно 0,01 % раствором полного минерального удобрения.

## Первичныегибриды(грексы)
Поскольку долгое время Phalaenopsis pulcherrima назывался Doritis pulcherrima, все гибриды между ним и представителями рода Фаленопсис согласно The International Orchid Register называются Doritaenopsis.

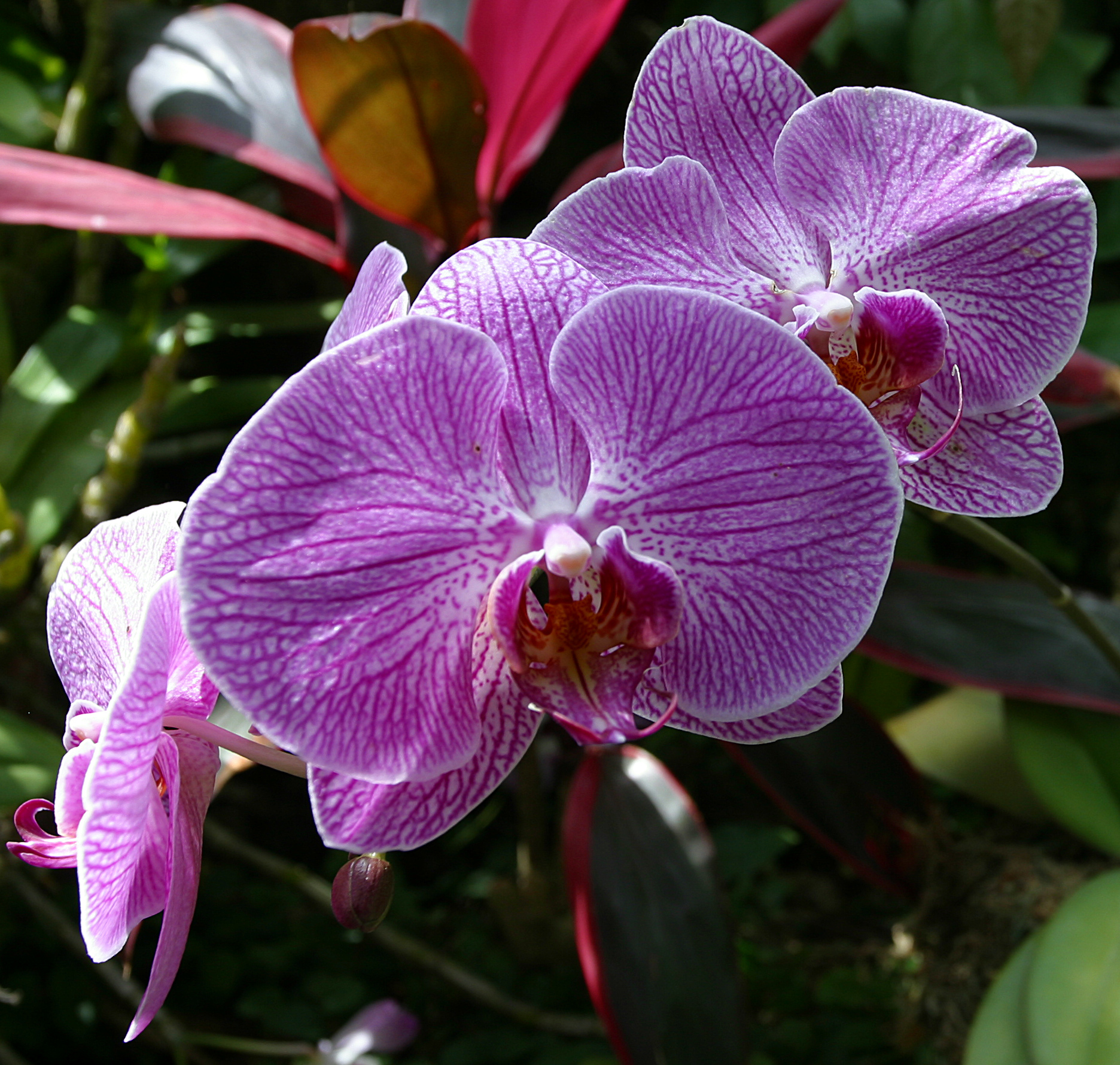
Doritaenopsis

По данным сайта Especes de Phalaenopsis.
- Doritaenopsis Anna-Larati Soekardi — pulcherrima х parishii (Atmo Kolopaking) 1980
- Doritaenopsis Annie Van Tweel — pulcherrima х lobbii (Atmo Kolopaking) 1983
- Doritaenopsis Asahi — lindenii х pulcherrima (Baron Toshita Iwasaki) 1923
- Doritaenopsis Bandung Pink — leucorrhoda (естественный филиппинский гибрид между P. aphrodite и P. schilleriana) х pulcherrima (Ayub S Parnata) 1979
- Doritaenopsis Bonita — stuartiana х pulcherrima (Lewis C. Vaughn) 1965
- Doritaenopsis Celebrant — pulcherrima х celebensis (The Orchid Zone Ltd. (Herb Hager)) 1992
- Doritaenopsis Charm — pulcherrima х Phal. Elisabethae (Lewis C. Vaughn) 1959
- Doritaenopsis Eduardo Quisumbing — amabilis х pulcherrima (John H Miller) 1956
- Doritaenopsis Imp — pulcherrima х mariae (Dr Henry M Wallbrunn) 1969
- Doritaenopsis Jim — pulcherrima х venosa (Homer P Norton) 1984
- Doritaenopsis Jim Chan — amboinensis х pulcherrima (Fort Caroline Orchids Inc. (Dr Henry M Wallbrunn)) 1973
- Doritaenopsis Kelsey’s Blush — tetraspis х pulcherrima (Katz-Thompson) 1997
- Doritaenopsis Kenneth Schubert — pulcherrima х violacea (Clarelen Orchids (C.K.Schubert)) 1963
- Doritaenopsis Musick Surprise — pulcherrima х chibae (F.& M. Kaufmann) 2003
- Doritaenopsis Myriam-Esther — modesta х pulcherrima (Luc Vincent) 1991
- Doritaenopsis Profusion — pulcherrima х sanderiana (Lewis C. Vaughn) 1961
- Doritaenopsis Purple Gem — pulcherrima х equestris (Ernest T. Iwanaga) 1963
- Doritaenopsis Purple Passion — schilleriana х pulcherrima (Dr Henry M Wallbrunn) 1966
- Doritaenopsis Purple Sum — pulcherrima х sumatrana (Luc Vincent) 2004
- Doritaenopsis Red Elf — pulcherrima х fasciata (Lenette Greenhouses (Oak Hill Gardens)) 1982
- Doritaenopsis Si Kancil — pantherina х pulcherrima (Ayub S Parnata) 1979
- Doritaenopsis Siam Treasure — lowii х pulcherrima (S. Wannakrairoj (T.Lusup-anan)) 1997
- Doritaenopsis Suka Hati — fimbriata х pulcherrima (Ayub S Parnata) 1981
- Doritaenopsis Summer Red — cornu-cervi х pulcherrima (Mr Issaku Nagata) 1969
- Doritaenopsis Sweet Gem — pulcherrima х lueddemanniana (Hiews' Nurseries) 1970
- Doritaenopsis Tan Swee Eng — pulcherrima х gigantea (Teoh Eng Soon (Twins Teo)) 1973
- Doritaenopsis Tarina — javanica х pulcherrima (Atmo Kolopaking) 1983